# The Royal Regina Rifles
The Royal Regina Rifles sont un régiment d'infanterie de la Première réserve de l'Armée canadienne. Il fait partie du 38e Groupe-brigade du Canada au sein de la 3e Division du Canada et est stationné à Regina en Saskatchewan.
Sa lignée remonte jusqu'à la création d'un régiment d'infanterie en Saskatchewan en 1905 qui adopta le nom de « 95th Regiment » en 1907 et de « 95th Saskatchewan Rifles » en 1909. En 1920, il fusionna avec les 60th Rifles of Canada, qui avaient été créés en 1913, et devint The South Saskatchewan Regiment. En 1924, ce dernier fut divisé en cinq régiments distincts et l'un d'eux était The Regina Rifle Regiment. En 1982, celui-ci reçut la désignation royale et fut renommé en « The Royal Regina Rifle Regiment ». En 1984, il adopta son nom actuel, The Royal Regina Rifles.
En plus de sa propre histoire et de celle des unités avec lesquelles il a fusionné, The Royal Regina Rifles perpétuent l'héritage de trois bataillons du Corps expéditionnaire canadien (CEC) de la Première Guerre mondiale : le 28e, le 68e et le 195e Bataillon « outre-mer », CEC.

## Rôle et organisation

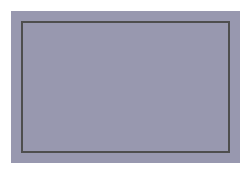
Insigne distinctif de la 3e Division du Canada

The Royal Regina Rifles sont un régiment d'infanterie stationné à Regina en Saskatchewan. Il fait partie du 38e Groupe-brigade du Canada, un groupe-brigade de la Première réserve de l'Armée canadienne qui fait lui-même partie de la 3e Division du Canada.
Tout comme c'est le cas pour les autres unités de la Première réserve de l'Armée canadienne, le rôle des Royal Regina Rifles est de former des soldats à temps partiel afin de servir de renfort lors des opérations des Forces armées canadiennes ainsi que d'être prêts pour le service actif pour appuyer les autorités civiles lors de catastrophes naturelles dans la région locale.

## Histoire

### Origines
Le 3 juillet 1905, un régiment d'infanterie fut créé à Regina en Saskatchewan. Le 2 avril 1907, il fut renommé en « 95th Regiment ». Le 1er mai 1908, il devint un régiment de voltigeurs. Le 1er mai 1909, il fut renommé en « 95th Saskatchewan Rifles ».
Le 1er avril 1912, les 95th Saskatchewan Rifles furent divisés en deux régiments distincts : le 95th Regiment et le 105th Regiment (de nos jours, The North Saskatchewan Regiment). Le 2 janvier 1913, les 60th Rifles of Canada furent créés à Moose Jaw en Saskatchewan. Le 16 septembre 1913, le 95th Regiment fut renommé en « 95th "Saskatchewan Rifles" ».

### Première Guerre mondiale
Le 6 août 1914, dans la foulée de la Première Guerre mondiale, des détachements des 95th "Saskatchewan Rifles" furent mobilisés pour le service actif afin de fournir de la protection locale.

### Entre-deux-guerres
Le 15 mars 1920, les 95th "Saskatchewan Rifles" et les 60th Rifles of Canada fusionnèrent et la nouvelle unité adopta le nom de « The South Saskatchewan Regiment ». Le 15 mai 1924, cette dernière fut divisée en cinq régiments distincts : The Weyburn Regiment (de nos jours, The South Saskatchewan Regiment (en)), The Saskatchewan Border Regiment (de nos jours, The South Saskatchewan Regiment), The South Saskatchewan Regiment (de nos jours, The Saskatchewan Dragoons), The Assiniboia Regiment (de nos jours, le 10e Régiment de l'Artillerie royale canadienne) et The Regina Rifle Regiment. Le 15 décembre 1936, ce dernier fusionna avec le quartier général et la compagnie A du 12e Bataillon de mitrailleuses du Corps de mitrailleuses canadien. Le 7 novembre 1940, il fut renommé en « The Regina Rifles ».

### Seconde Guerre mondiale

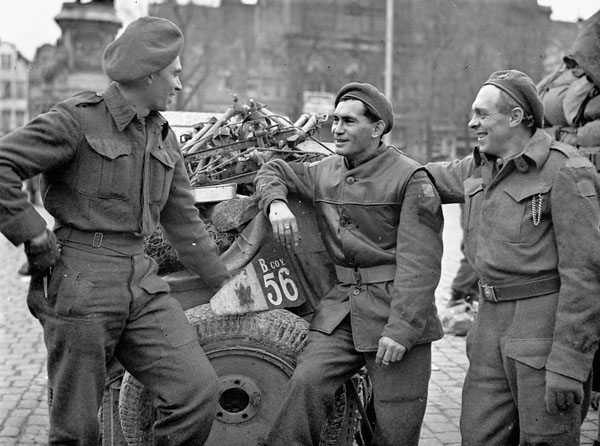
Trois soldats du Regina Rifles Regiment à Gand en Belgique, le 8 novembre 1944, après le débarquement de Normandie en France, le 6 juin 1944

Le 26 août 1939, lors de la Seconde Guerre mondiale, des détachements des Regina Rifles furent mobilisés pour le service actif afin de fournir de la protection locale. Ceux-ci furent dissous le 31 décembre 1940.
Le 24 mai 1940, le régiment mobilisa un bataillon pour le service actif. Le 24 août 1941, celui-ci s'embarqua pour la Grande-Bretagne. Le 6 juin 1944, lors du Jour J, il débarqua en Normandie en France. Il faisait partie de la 7e Brigade d'infanterie canadienne au sein de la 3e Division d'infanterie canadienne avec laquelle il combattit dans le Nord-Ouest de l'Europe jusqu'à la fin du conflit. Il fut officiellement dissous le 15 janvier 1946.
Le 12 mai 1942, le régiment mobilisa un second bataillon pour le service actif. Le 19 juillet 1943, celui-ci fut renommé en « 2nd Airfield Defence Battalion (The Regina Rifle Regiment), CASF ». Il servit à la défense territoriale du Canada dans la région du Pacifique. Il fut officiellement dissous le 15 novembre 1943.
Le 1er juin 1945, le régiment mobilisa un troisième bataillon pour le service actif. Celui-ci fut mobilisé pour servir au sein des troupes d'occupation canadiennes en Allemagne. Il fut officiellement dissous le 4 avril 1946.

### Histoire récente (depuis 1982)
Le 5 juillet 1982, le régiment reçu la désignation royale et fut renommé en « The Royal Regina Rifle Regiment ». Le 24 octobre 1984, il adopta son nom actuel, « The Royal Regina Rifles ».

## Perpétuations

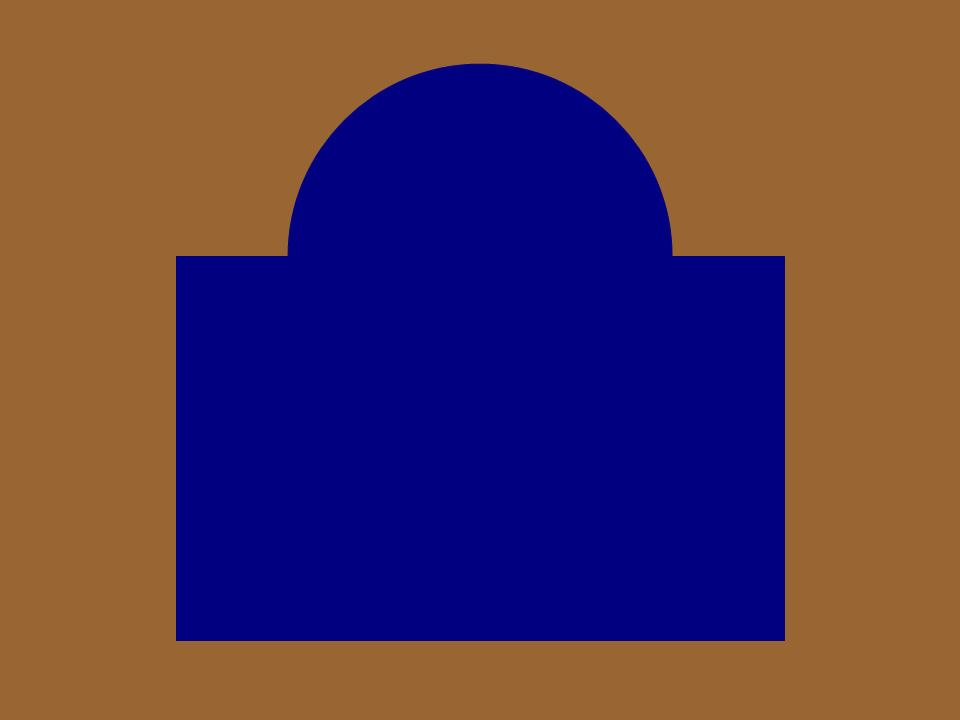
Insigne distinctif du 28e Bataillon, CEC

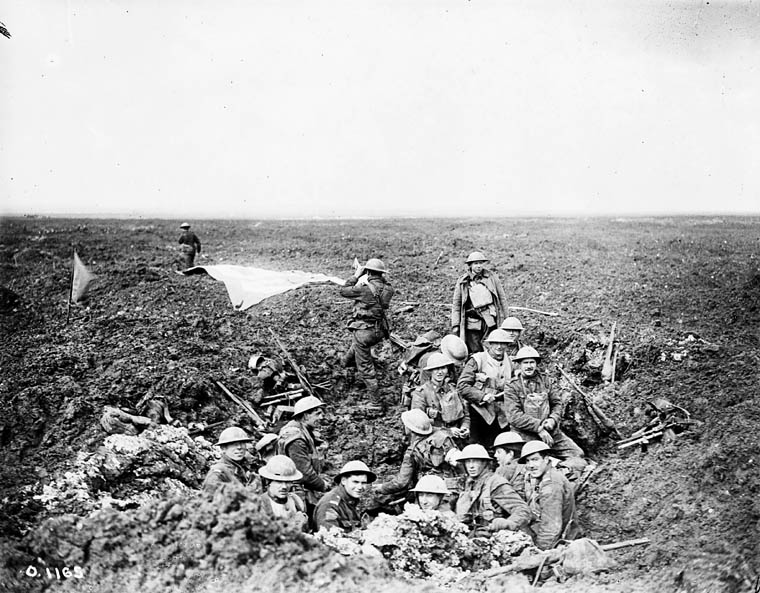
Des soldats du 28e Bataillon, CEC établissant une station de transmissions lors de la bataille de la crête de Vimy en avril 1917

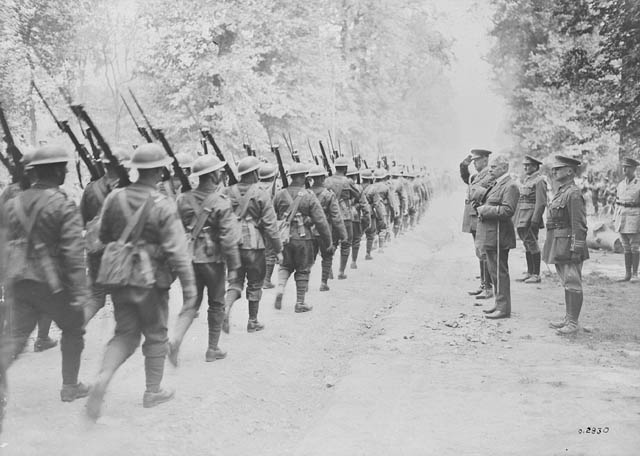
Le 28e Bataillon, CEC marchant devant Sir Robert Borden en juillet 1918

En plus de sa propre histoire et de celle des unités avec lesquelles il a fusionné, The Royal Regina Rifles perpétuent l'héritage de trois bataillons du Corps expéditionnaire canadien (CEC) de la Première Guerre mondiale : le 28e, le 68e et le 195e Bataillon « outre-mer », CEC.
Le 28e Bataillon, CEC a été créé le 7 novembre 1914. Le 29 mai 1915, il s'embarqua pour la Grande-Bretagne et, le 18 septembre suivant, il débarqua en France. Il combattit au sein de la 6e Brigade d'infanterie canadienne de la 2e Division canadienne jusqu'à la fin du conflit. Il fut officiellement dissous le 30 août 1920.
Le 68e Bataillon « outre-mer », CEC a été créé le 20 avril 1915. Le 2 avril 1918, il s'embarqua pour la Grande-Bretagne où son personnel servit à fournir des renforts aux troupes canadiennes au front. Le 6 juillet 1916, son personnel restant fut transféré au 32e Bataillon de réserve, CEC. Il fut officiellement dissous le 21 mai 1917.
Le 195e Bataillon « outre-mer », CEC a été créé le 15 juillet 1916. Le 31 octobre de la même année, il s'embarqua pour la Grande-Bretagne où, le 12 novembre suivant, son personnel fut transféré au 32e Bataillon de réserve, CEC qui servait à fournir des renforts aux troupes canadiennes au front. Il fut officiellement dissous le 27 juillet 1918.